# Einhausen, Hessen
Einhausen är en kommun och ort i Kreis Bergstraße i Regierungsbezirk Darmstadt i förbundslandet Hessen i Tyskland.